# Centerville (comté de Crawford, Pennsylvanie)
Centerville est un borough situé au nord-est du comté de Crawford, en Pennsylvanie, aux États-Unis,. En 2010, il comptait une population de 218 habitants.

## Démographie
Lors du recensement de 2010, le borough comptait une population de 218 habitants. Elle est estimée, en 2019, à 218 habitants.

### Source de la traduction
- (en) Cet article est partiellement ou en totalité issu de l’article de Wikipédia en anglais intitulé « Centerville, Crawford County, Pennsylvania » (voir la liste des auteurs).